# Halsbandaffäre

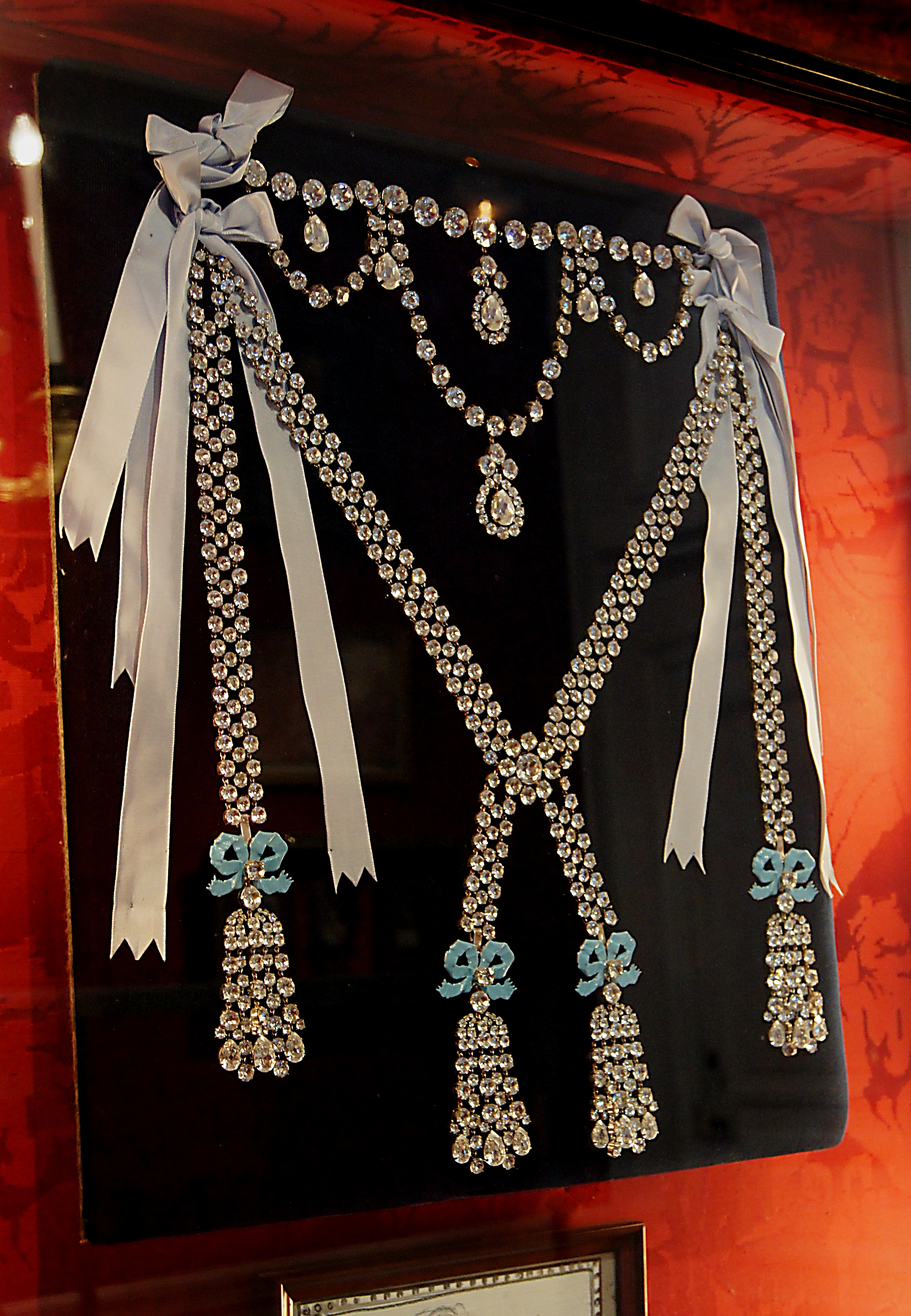
Das Collier de la Reine, Kopie in Zirkonia, Schloss Breteuil, Frankreich

Die sogenannte Halsbandaffäre (französisch l’affaire du collier de la reine; im Deutschen früher auch als Halsbandgeschichte bezeichnet) war ein Betrugsskandal am französischen Hof in den Jahren 1785 und 1786, in den auch die Königin Marie-Antoinette verwickelt wurde.

## Überblick
Kardinal Louis de Rohan, seit 1772 Botschafter in Wien, erregte infolge seines luxuriösen und lockeren Lebenswandels das Missfallen von Maria Theresia. Daher wurde er 1774 auf deren Druck von seinem Posten abberufen. Ohnehin am französischen Hof in Ungnade gefallen, wollte de Rohan um jeden Preis die Gunst des französischen Königspaares zurückgewinnen. Hierbei wollte die raffinierte Schwindlerin Gräfin de La Motte (Jeanne de Saint-Rémy) dem leichtgläubigen Kardinal angeblich behilflich sein. Sie händigte ihm gefälschte Briefe der Königin aus und lieh von ihm in deren Namen Geld. Zwei Juweliere hatten zu dieser Zeit Marie-Antoinette vergeblich ein kostbares Diamantenhalsband angeboten; der König hatte wegen des hohen Preises einen Kauf abgelehnt. Nun redete die Gräfin dem Kardinal ein, er könne das Herz der Königin endgültig zurückerobern, wenn er ihr beim Erwerb des Schmuckstückes behilflich sei. Nachdem de Rohan sich für den Kaufpreis verbürgt und das Halsband von den Juwelieren erhalten hatte, händigte er es der Gräfin aus. Diese gab es jedoch nicht wie versprochen an die Königin, sondern an ihren Mann weiter, der die Steine herausbrach und verkaufte.

## Verlauf

### Das Halsband

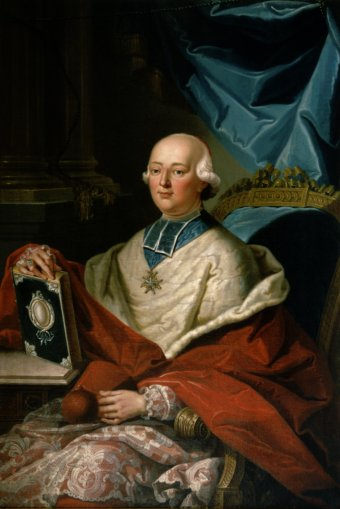
Kardinal Louis de Rohan

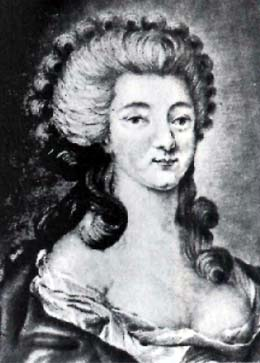
Comtesse de la Motte

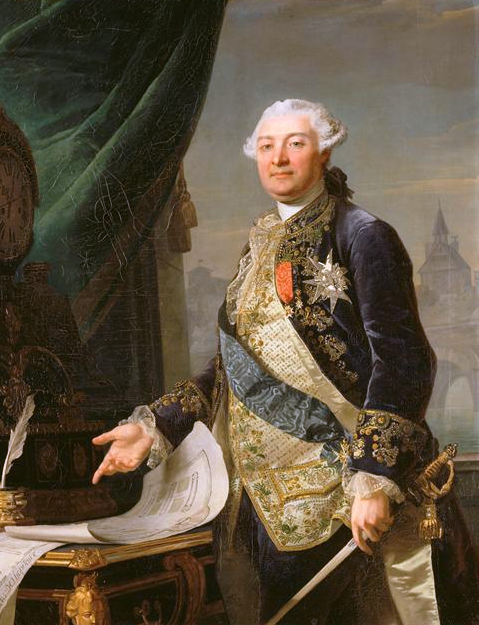
Louis Auguste Le Tonnelier de Breteuil

Die Pariser Juweliere Charles Auguste Boehmer und Paul Bassenge hatten einige Jahre lang Diamanten von außergewöhnlicher Größe und Reinheit für ein Collier im Wert von 1,8 Millionen Livres gesammelt, das sie zuerst an Madame Dubarry, die Mätresse von Ludwig XV., zu verkaufen hofften. Nach dem Tod des Königs wurde das ungewöhnliche Schmuckstück in ganz Europa bekannt, doch überall schreckte man vor dem Preis zurück.
1778 schlug Ludwig XVI. der Königin vor, ihr das Collier zu schenken, doch sie lehnte des hohen Preises wegen ab. Nachdem die Juweliere vergeblich versucht hatten, das Collier außerhalb Frankreichs zu veräußern, traten sie 1781 nach der Geburt des Dauphins Louis-Joseph-Xavier-François (1781–1789) erneut an den König heran, der nach einiger Zeit des Bedenkens wiederum ablehnte.

### Der Verkauf
Ende 1784 machten Böhmer und Bassenge sich auf die Suche nach einem Vermittler, der den König oder die Königin zum Kauf bewegen könnte. Ein gewisser Sieur Achet sagte ihnen, sein Schwiegersohn, der Advokat Laporte, wisse von einer Gräfin de La Motte, die mit der Königin vertraut sei. Die Juweliere besuchten die Dame, die ihnen versprach, mit der Königin über die Angelegenheit zu reden. Drei Wochen später, am 21. Januar 1785, versicherte die Gräfin den Juwelieren, die Königin wolle das Halsband besitzen. Sie werde einen sehr hohen Herrn damit beauftragen, der mit den Anweisungen der Königin zu ihnen kommen werde.
Am 24. Januar 1785 erschien Madame de La Motte in Begleitung ihres Ehemanns bei den Juwelieren und kündigte ihnen den baldigen Besuch des hohen Herrn an. Etwas später traf der angekündigte Besuch ein. Es handelte sich um den Kardinal Louis de Rohan. Der Kardinal verhandelte über den Preis und erreichte, dass dieser auf 1,6 Millionen Livres herabgesetzt wurde.
Am 29. Januar rief Rohan die Juweliere zu sich. Er las ihnen ein Papier vor, das alle Bedingungen des Kaufes enthielt. Der Kaufpreis von 1,6 Millionen sollte innerhalb von zwei Jahren in vier Raten von 400.000 Livres alle sechs Monate beglichen werden, die erste Rate war am 1. August fällig. Die beiden Juweliere unterzeichneten den Vertrag.
Am 1. Februar rief der Kardinal die Juweliere wieder zu sich und bat sie, das Halsband mitzubringen. Er zeigte ihnen den Vertrag, der nun auch die Unterschrift „Marie-Antoinette von Frankreich“ enthielt, außerdem ein von der Königin an ihn gerichtetes Schriftstück. Zugleich offenbarte der Kardinal, er habe der Königin vom Kauf abgeraten, aber ihr Wunsch, das Halsband zu besitzen, sei stärker gewesen. Böhmer und Bassenge verabschiedeten sich, das Halsband blieb bei Kardinal Rohan.
Am 10. Juli ließ Rohan die Juweliere kommen und eröffnete ihnen, die Königin verlange einen Preisnachlass von 200.000 Livres. Außerdem würden sie nicht wie vereinbart am 1. August 400.000 Livres erhalten, sondern einige Tage später 700.000. Die Juweliere willigten ein. Anschließend diktierte ihnen der Kardinal einen Dankesbrief an die Königin.
Am 12. Juli überbrachte Böhmer der Königin einen Schulterschmuck und ein Paar Diamantohrringe, die der König anlässlich der Geburt des gemeinsamen zweiten Sohnes für sie bestellt hatte. Dabei überreichte er ihr den Brief, in dem er seine Freude darüber ausdrückte, dass sie den schönsten Diamantschmuck der Welt tragen wolle. Einige Tage später fragte ihn die Kammerfrau Marie-Antoinettes, Madame Jeanne Louise Henriette Campan, was es mit diesem Brief auf sich habe, die Königin habe nichts damit anfangen können.
Rohan riet nun den Juwelieren dringlich, unbedingt mit der Königin selbst zu sprechen. Als die Juweliere später aussagen mussten, vermieden sie jeden Hinweis auf ein Gespräch mit der Königin. Abbé Georgel, der Großvikar und Vertraute von Kardinal Rohan, schrieb in seinen Memoiren jedoch, dieses Gespräch habe tatsächlich stattgefunden, und die Juweliere hätten der Königin alles erzählt, was sie wussten.
Am 31. Juli ließ der Kardinal die Juweliere erneut rufen. Er teilte ihnen mit, die Königin könne nicht die ganzen 700.000 Livres aufbringen, aber Anfang Oktober würden sie die volle Summe gewiss bekommen. Dann gab er ihnen 30.000 Livres aus der eigenen Tasche als Entschädigung für die Verzögerung.
Einige Stunden danach suchte der Bankier Saint-James um ein Gespräch mit Abbé Vermond, dem Berater Marie-Antoinettes, nach. Er teilte ihm mit, dass der Kardinal die Absicht habe, im Namen der Königin einen Kredit in Höhe von 700.000 Livres aufzunehmen. In Anbetracht der Höhe der Summe bitte er um genaue und direkte Anweisungen.
Am 3. August bat Madame de La Motte Bassenge zu sich. Sie klagte, man wolle den Kardinal verderben, er habe festgestellt, dass das angebliche Schriftstück der Königin falsch sei. Die Juweliere sollten unverzüglich eine Vereinbarung wegen der Bezahlung des Halsbandes treffen.
In ihrer Aussage gaben die Juweliere an, sie hätten am 9. August der Königin nun alles erzählt. Abbé Georgel hingegen schreibt, dies sei eine von den Lügen gewesen, zu denen die Juweliere auf Druck von Minister Breteuil gezwungen wurden, um zu vertuschen, dass er und die Königin bereits seit mindestens einem Monat auf dem Laufenden waren.

### Rohans Festnahme

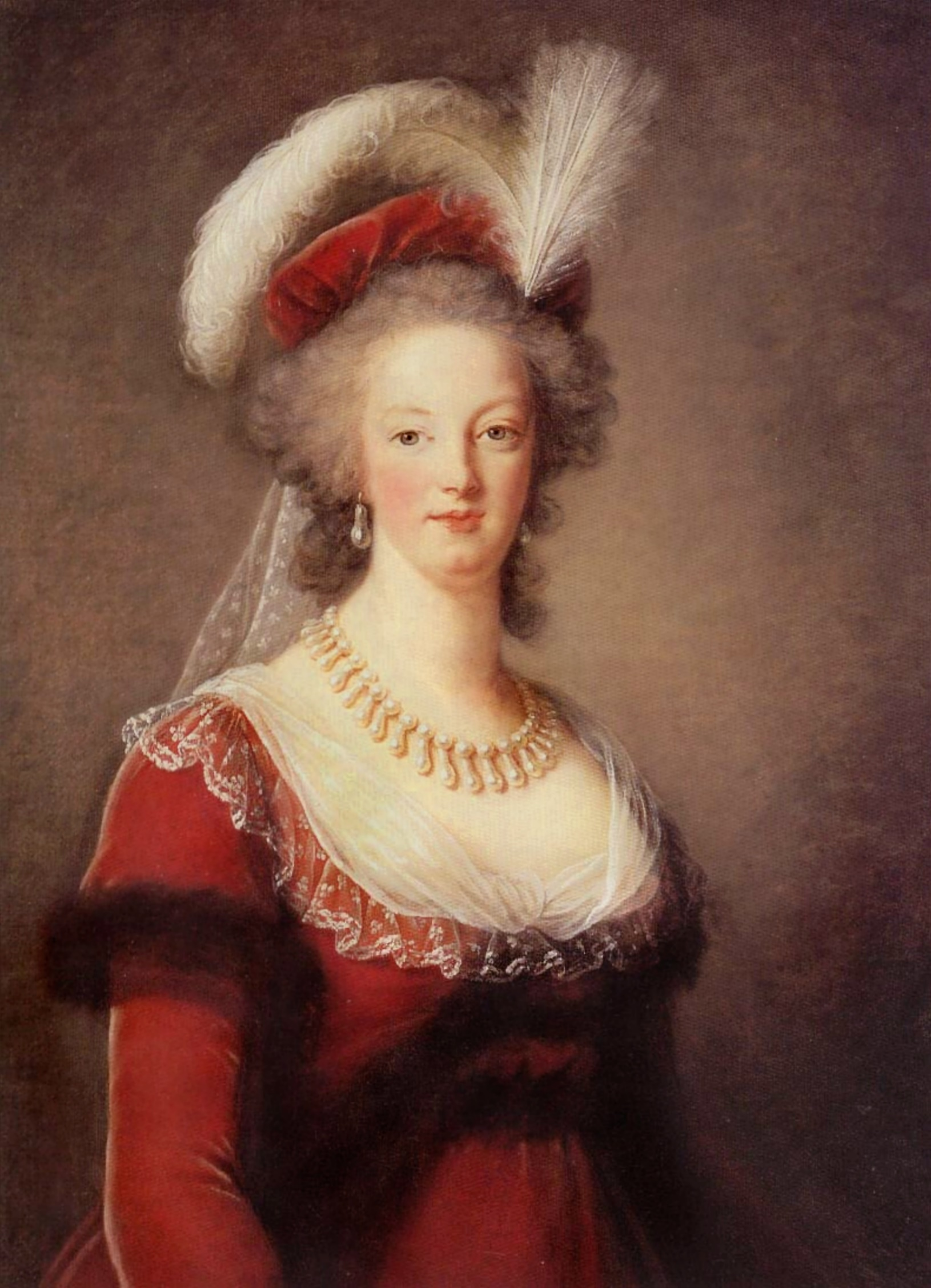
Königin Marie-Antoinette im Jahr 1786, Gemälde von Elisabeth Vigée-Lebrun

Marie-Antoinette hegte eine große Abneigung gegen Kardinal Louis de Rohan, ehemals Gesandter in Wien, von wo er 1774 abberufen worden war, nachdem er das Missfallen der Kaiserin Maria Theresia wegen seines leichten, oberflächlichen Lebensstils erregt hatte. Marie-Antoinette hielt ihn offenbar für den Zuträger, der ihrer Mutter Maria Theresia von ihrem verschwenderischen Lebenswandel als Gattin des Dauphins berichtet hatte, wofür sie mehrmals Tadel hatte einstecken müssen. Nach seiner Rückkehr nach Frankreich war der Kardinal bemüht, die Gunst der inzwischen Königin gewordenen Marie-Antoinette wiederzugewinnen. Motivation dafür könnte der Wunsch gewesen sein, die Stellung des Premierministers zu erlangen.
Breteuil hingegen sah in Rohan einen Rivalen. Er überzeugte die Königin, Rohan habe ihren Namen für einen gigantischen Betrug missbraucht. Am 14. August unterbreitete Breteuil dem König zusammen mit dem Bericht der Juweliere ein Dossier, das Rohans Verhalten als Majestätsbeleidigung darstellte.
Am 15. August 1785 (Mariä Himmelfahrt) erwartete der gesamte Hofstaat gegen Mittag den König und die Königin, um in die Kapelle zu gehen, wo Kardinal Rohan die feierliche Messe zelebrieren sollte. Stattdessen rief der König den Kardinal zu sich. Dieser bestätigte nach kurzer Befragung in Gegenwart der Königin, dass er das Halsband für sie gekauft habe. Sie selbst habe ihm den Auftrag erteilt. Nachdem der Kardinal entlassen worden war, wurde er nach weiteren Beratungen unter großem Aufsehen festgenommen und in die Bastille abgeführt. Er war noch in der Lage, seine Korrespondenz mit der vermeintlichen Königin vernichten zu lassen; es ist nicht bekannt, ob dies unter dem stillschweigenden Einverständnis der Beamten erfolgte, die es jedenfalls nicht verhinderten. Jeanne de La Motte wurde erst am 18. August verhaftet, nachdem sie ihre Aufzeichnungen vernichtet hatte. Ihr Ehemann machte sich auf den Weg nach England.

### Die Befragung Rohans

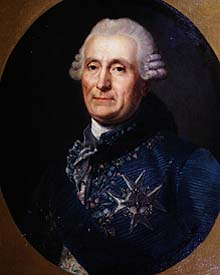
Charles Gravier, Comte de Vergennes

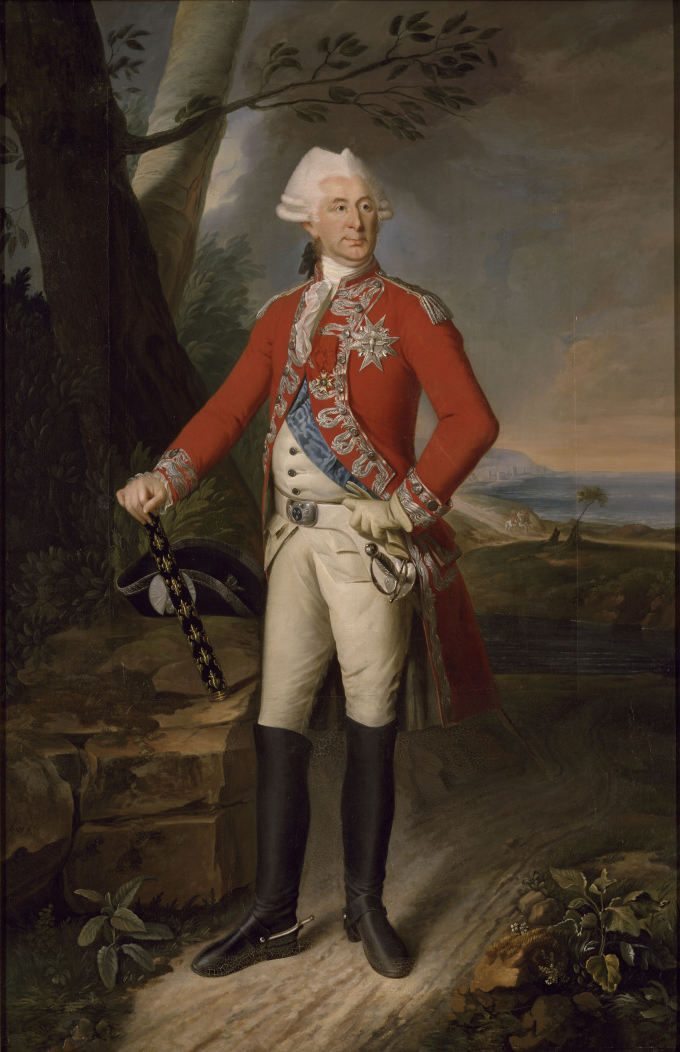
Charles Eugène Gabriel de La Croix de Castries

Die amtliche Untersuchung des Falles übernahmen die Minister Vergennes und Castries, da Rohan Breteuil als voreingenommen ablehnte und der König dies akzeptierte.
Rohan berichtete ihnen, wie er im September 1781 ein mittelloses junges Mädchen kennenlernte, das behauptete, es stamme von einem illegitimen Sohn Heinrichs II. ab. Im März 1784 besuchte sie ihn wieder. Jeanne de Valois hatte nach vielen Abenteuern einen selbsternannten Comte de La Motte geheiratet und lebte von einer kleinen Pension, die ihr der König gewährte. Sie überzeugte den Kardinal, dass sie von der Königin empfangen worden sei und ihre Gunst genieße. Rohan beschloss, sie zu benutzen, um das Wohlwollen der Königin wiederzuerlangen. Die Comtesse de La Motte versicherte dem Kardinal, sich für ihn bei der Königin einzusetzen.
Dies war der Anfang einer vorgeblichen Korrespondenz zwischen Rohan und der Königin, in der die Comtesse auf Rohans Briefe an Marie-Antoinette gefälschte Antworten lieferte, von denen sie versicherte, dass sie von der Königin kämen. Der Tonfall der Briefe wurde sehr warmherzig, und der Kardinal – überzeugt davon, dass die Königin ihn liebe – verfiel ihr leidenschaftlich. Er bat die Comtesse, ein geheimes Gespräch mit der Königin zu arrangieren, und im August 1784 fand im Garten von Versailles in einem Hain ein mitternächtliches Treffen zwischen dem Kardinal und einer Frau mit einer schwarzen Haube, die der Kardinal für die Königin hielt, statt. Rohan bot ihr eine Rose an, und sie versprach ihm, die Vergangenheit zu vergessen. Später erklärte eine gewisse Marie Lejay – die Marie-Antoinette ähnelte –, dass sie für die Rolle der Königin in dieser Komödie verpflichtet worden war. Nach Bekanntwerden der Affäre flüchtete Marie Lejay sofort außer Landes, zunächst nach Belgien, wo sich ihre Spur verlor. Sie wurde wegen der Affäre nie juristisch belangt.
In jedem Fall profitierte die Comtesse von der Überzeugung des Kardinals. Sie erbat und erhielt von ihm zunächst 50.000 Livres und im November 100.000 Livres, die angeblich für wohltätige Werke der Königin bestimmt waren. Mit diesem Geld konnte sie eine achtbare Rolle in der Gesellschaft einnehmen, und viele glaubten an die Echtheit ihrer engen Beziehung zu Marie-Antoinette, mit der sie öffentlich prahlte.
Am 21. Januar 1785 erklärte die Comtesse, dass die Königin das Collier kaufen wolle, wobei sie aber wünsche, dass der Kauf über den Kardinal Rohan abgewickelt werden solle. Rohan ging darauf ein und verhandelte wie gewünscht mit den Juwelieren. Sie behielt den Kaufvertrag zwei Tage und brachte ihn dann mit der Unterschrift „Marie-Antoinette, Königin von Frankreich“ zurück. Am 1. Februar händigte Rohan ihr das Schmuckstück in ihrer Wohnung aus, wo es ein schwarzgekleideter Mann in Empfang nahm, den er für einen Kammerdiener der Königin hielt.
Anfang Juni eröffnete die Comtesse dem Kardinal, dass die Königin ihr Halsband zu teuer finde und einen Preisnachlass von 200.000 Livres wünsche. Wenige Tage später zeigte sie ihm einen Brief, in dem die Königin erklärte, sie werde statt 400.000 Livres am 1. August etwas später 700.000 Livres bezahlen. Mitte Juli berichtete sie ihm, dass die Königin sich außerstande sehe, die versprochenen 700.000 Livres vor dem 1. Oktober zu bezahlen. Madame de La Motte zerstreute Rohans aufkommendes Misstrauen, indem sie ihm 30.000 Livres als Zinsen für die Juweliere brachte.
Die Königin erhielt die Kette jedoch nie. Im Gegenteil ergaben Ermittlungen während des späteren Prozesses, dass der Comte de La Motte nach London aufgebrochen war, um dort Diamanten aus dem Collier zu verkaufen.

### Prozess
Da Rohan alle Schriftstücke, die er für Briefe der Königin hielt, verbrannt hatte, konnte er seine Aussagen nicht beweisen. Madame de La Motte widersprach nach ihrer Festnahme seiner Darstellung in allen Punkten. Sie habe niemals mit der Königin gesprochen, und Rohan habe ihr niemals das Halsband ausgehändigt. Er habe sie lediglich beauftragt, ein paar Diamanten an Juden zu verkaufen.
Am 25. August berieten der König, die Königin, Vergennes, Castries, Breteuil und Großsiegelbewahrer Armand Thomas Hue de Miromesnil, was weiter zu tun sei. Die Königin klagte, in der Öffentlichkeit sei der Eindruck entstanden, sie habe ein Halsband erhalten und nicht bezahlt. Schließlich beschloss man, den Kardinal vor die Wahl zu stellen, die Angelegenheit von der Regierung oder von der öffentlichen Gerichtsbarkeit klären zu lassen. Rohan beauftragte den Advokaten Guy Target mit seiner Verteidigung und bat um ein Verfahren auf dem Wege der öffentlichen Gerichtsbarkeit.
Der König als oberster Gerichtsherr war einverstanden, den Fall dem Pariser Parlement zu übertragen, das er 1774 wieder einberufen hatte, und verwies am 5. September die Angelegenheit offiziell an das Parlement. Der Fall wurde zum beherrschenden Tagesgespräch, bei dem immer neue Gerüchte entstanden, zumal keine amtlichen Informationen bekanntgegeben wurden. Im Mittelpunkt der Diskussionen stand zunächst der Kardinal und die Frage um seine Schuld oder Unschuld. Bald wurde auch erzählt, wie er bei lasterhaften Vergnügungen Unsummen verprasst habe, und schließlich klatschte man in Frankreich und ganz Europa über seine kühne und verbotene Leidenschaft zur Königin. Immer mehr setzte sich die Ansicht durch, die Königin sei eine lasterhafte Frau, die ihren Gatten betrüge. Langsam wuchs die Sympathie für den Kardinal, der nur das Opfer seines Rivalen Breteuil sei.
Generalprokurator Joly de Fleury und Parlamentspräsident Étienne François d’Aligre folgten zunächst den königlichen Patentbriefen vom 6. September, die unmissverständlich eine Verurteilung Rohans aufgrund von Majestätsbeleidigung verlangten. Dessen Verwandte und Anwälte kämpften jedoch unermüdlich um seine Freilassung. Ihre Nachforschungen ergaben, dass Madame de La Motte vermutlich Komplizen hatte, die erst noch vernommen werden sollten. Während die Parlamentarier sich entschieden, im Kardinal den hauptverantwortlichen Betrüger und Fälscher zu sehen, bemühten sich dessen Anhänger, Madame de La Motte und ihre Komplizen als Drahtzieher der Affäre zu überführen.

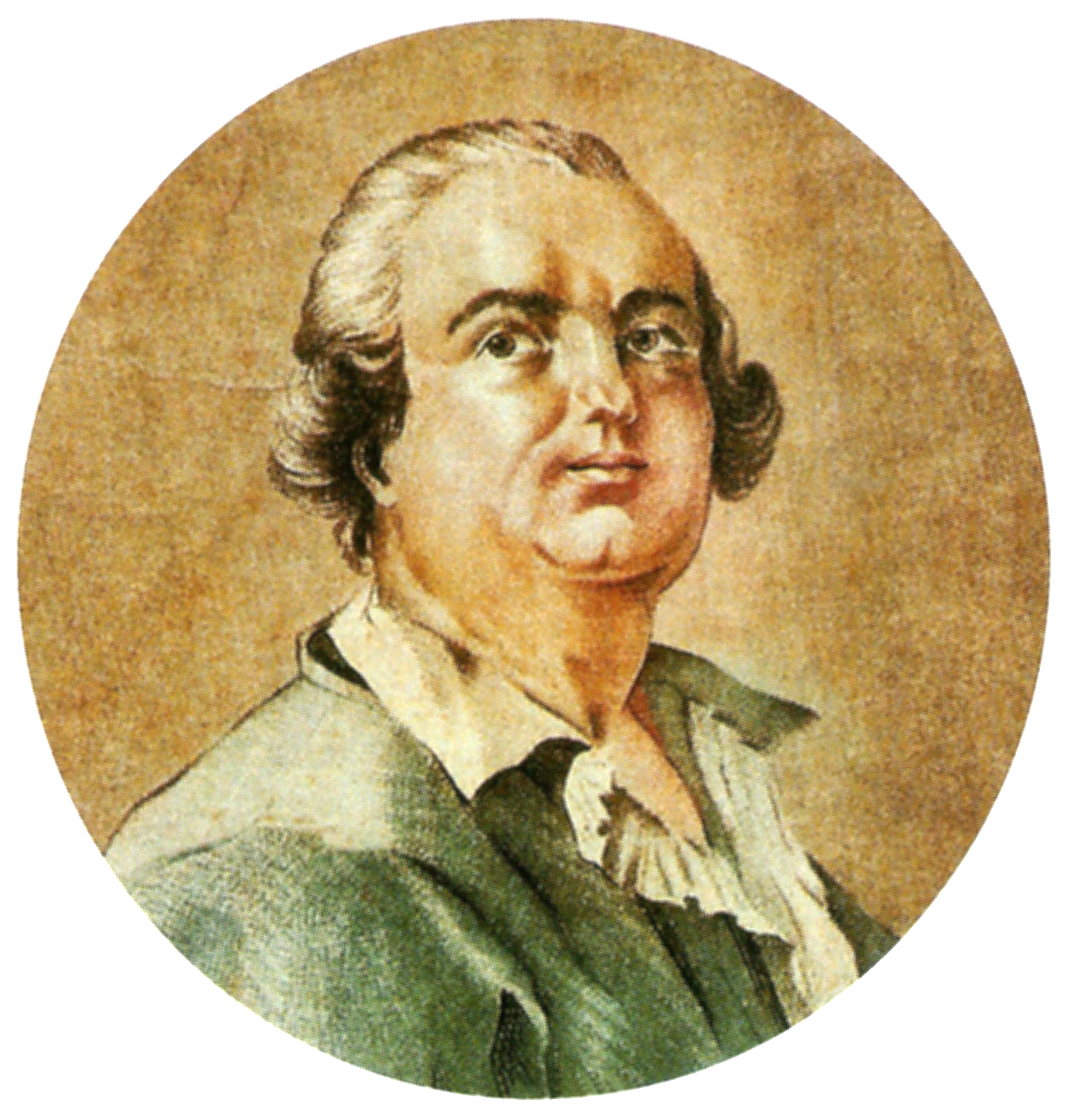
Alessandro Cagliostro

Madame de La Motte jedoch behauptete, sie habe sich niemals einer Bekanntschaft mit der Königin gerühmt. Ihr Vermögen verdanke sie ausschließlich der Großherzigkeit des Kardinals, und mit dem vermeintlichen Zusammentreffen Rohans mit der Königin habe sie nichts zu tun. Stattdessen beschuldigte sie den berüchtigten Hochstapler Alessandro Cagliostro, den Kardinal beeinflusst zu haben.
Allmählich entstanden bei den Ratsherren Zweifel über den Hergang der Dinge, so dass sie weitere Nachforschungen anstellten. Sie kamen zu dem Ergebnis, dass de La Motte die Geliebte des Kardinals war, die seine Arglosigkeit für ihre Zwecke benutzte. Sie hatte, sobald sie im Besitz des Halsbandes war, die Diamanten herausgebrochen, und ihr Ehemann war damit nach London gereist, um die Steine zu verkaufen. Am 15. Dezember wurde verfügt, dass sowohl Rohan und de La Motte als auch Cagliostro in Haft genommen werden sollten. Die Angehörigen und Freunde des Kardinals warfen daraufhin dem Parlament vor, es sei vom Hof gekauft. Als der Parlamentspräsident, der Generalprokurator und der Ratsherr d’Amécourt in den Tuilerien mit der Königin zusammentrafen und ihr die Delikatheit des Falles schilderten, weigerte sie sich, den Anteil von Madame de La Motte an der Affäre zur Kenntnis zu nehmen, und sah weiterhin allein im Kardinal den Schuldigen. Die Polizei versuchte dennoch auf Intervention von Vergennes hin, die Komplizen ausfindig zu machen, und nahm sowohl Marie Lejay als auch Cagliostro fest. Letzterer hatte zur Zeit der Affäre Kontakt mit Kardinal Rohan, doch stellte sich heraus, dass er nicht an der Affäre beteiligt war. Der Klerus wurde beim König vorstellig, und auch der Papst intervenierte, doch der Kardinal blieb weiterhin in der Bastille inhaftiert. Sowohl er als auch Madame de La Motte wurden häufig verhört, doch beide blieben bei ihren gegensätzlichen Versionen des Hergangs.
Marie Lejay gab ohne Umschweife zu, als Straßenmädchen den Monsieur de La Motte und durch ihn seine Frau kennengelernt zu haben. 15.000 Livres seien ihr für den nächtlichen Auftritt im Park von Versailles versprochen worden, erhalten habe sie aber nur 4000.
Die Anwälte der Beschuldigten veröffentlichten Berichte über diesen und andere Vorgänge, was Spott- und Schmähschriften zur Folge hatte. Besonders die nächtliche Szene im Park von Versailles regte die Phantasien ungeheuer an, so dass immer neue angebliche Details über das Treffen enthüllt wurden.
Kurz vor Ende des Prozesses erschien Rétaux de Villette vor Gericht, der auf Drängen von Rohans Verwandten in Genf aufgegriffen und Anfang April in die Bastille gebracht worden war. Er erklärte, der Sekretär und Geliebte von Madame de La Motte gewesen zu sein. Schließlich gab er zu, die im Namen der Königin an Rohan geschickten Briefe verfasst und ihre Unterschrift auf dem Vertrag gefälscht zu haben.
Damit war Rohan, was den Vorwurf des Betruges und des Diebstahls des Halsbandes betraf, weitgehend entlastet. Somit blieb nur noch das Verbrechen der Majestätsbeleidigung, da Rohan die Kühnheit gehabt hatte zu glauben, die Königin habe ihm im Park von Versailles ein Rendezvous gewährt und ihn gebeten, in ihrem Namen ein Schmuckstück zu kaufen.
Am 29. Mai wurde die Beweisaufnahme abgeschlossen, am 30. Mai trat das Parlement zusammen. Generalprokurator Joly de Fleury verlas die Anklage. Madame de La Motte sollte ausgepeitscht, mit einem V für „voleuse“ (Diebin) auf der Schulter versehen und auf Lebenszeit im Hôpital Salpêtrière eingesperrt werden. Monsieur La Motte in Abwesenheit und Villette sollten zu einer lebenslangen Galeerenstrafe verurteilt werden. Die Kühnheit des Kardinals wiederum sei ein Verbrechen, das aufrichtige und feierliche Sühne verlange, wie es der königlichen Majestät angemessen sei. Er sollte den König und die Königin feierlich um Vergebung bitten, vom Hof verbannt werden und das Amt des Großalmoseniers niederlegen.
Generalanwalt Séguier erwiderte, durch Fleurys Vorgehen werde die Gesamtheit der Ratsherren mit Schmach bedeckt. Er ließ unzweideutig seine Ansicht durchblicken, dass Fleury vom Hof bestochen worden sei.
Der Sensationsprozess endete am 31. Mai 1786. Die Comtesse de La Motte wurde zum Staupbesen verurteilt und entsprechend den Forderungen der Anklage gebrandmarkt und eingesperrt. Ihr Ehemann wurde in Abwesenheit zu lebenslanger Galeerenstrafe verurteilt, Villette wurde lediglich verbannt. Cagliostro und seine Frau wurden freigesprochen.
Als man zu Rohan kam, meldeten sich, beginnend mit dem Rangältesten Boula de Montgofroy, immer wieder Räte zu Wort, welche die Freilassung des Kardinals verlangten. Daraufhin bemühte sich Parlamentspräsident d’Aligre, die Worte des Generalprokurators abzumildern. Danach ging das Parlement in Beratung. Gegen Mitternacht, nach mehr als 17 Stunden, erging schließlich das den Kardinal betreffende Urteil.
Rohan wurde mit 26 gegen 22 Stimmen von der Verbannung vom Hof freigesprochen, er musste aber den Juwelieren Böhmer und Bassenge den Preis des Halsbandes entrichten. Er verpflichtete sich denselben gegenüber, eine jährliche Summe von 300.000 Livres aus den Einkünften der Abtei Saint-Vaast bis zur völligen Schuldtilgung auszubezahlen.
Die öffentliche Meinung wurde durch diesen Prozess heftig erregt. Es erschallten Rufe „Hoch lebe das Parlement!“ und „Hoch lebe der unschuldige Kardinal!“ Tausende Menschen geleiteten Rohan zur Bastille, wo er eine letzte Nacht verbringen musste.
Trotz des Freispruchs verbannte ihn Ludwig XVI. in die ihm unterstehende Abtei La Chaise-Dieu in der Auvergne und entzog ihm die Würde eines Großalmoseniers von Frankreich sowie den „Cordon bleu“. Das erweckte den Anschein, als werde der Kardinal vom König verurteilt, nachdem das Parlement ihn freigesprochen hatte. Als sein Gesundheitszustand sich zu verschlechtern begann, erhielt er die Erlaubnis, in die Abtei Marmoutier in der Touraine überzuwechseln. Später durfte er in sein Bistum zurückkehren.

### Nachwirkung und literarische Verarbeitung
Viele Historiker sind der Meinung, dass Marie-Antoinette in der Sache keine Verfehlung anzulasten sei und dass Rohan ein unschuldiger Unvorsichtiger war, den die de La Mottes für ihre Zwecke täuschten. Wichtige Quellen für diese Vermutung sind die Memoiren der Kammerfrau Marie-Antoinettes, Madame Jeanne Louise Henriette Campan, und des Großvikars und Vertrauten des Kardinals, Abbé Georgel. Beide schildern ihre Vorgesetzten als unschuldige Opfer. Die Gegner dieser Darstellung dagegen bezweifeln gerade diese Ahnungslosigkeit.
Das Volk hingegen beharrte auf der Überzeugung, dass die Königin die Comtesse als Werkzeug benutzt habe, um ihren Hass auf den Kardinal de Rohan zu befriedigen. Die Flucht von Jeanne de La Motte aus der Salpétrière, in die das Volk den Hof verwickelt glaubte, bestärkte diese Annahme und trug dazu bei, Marie-Antoinette zu diskreditieren. Als sie ins Ausland geflüchtet war, veröffentlichte sie im Mai 1789 in England ihre Memoiren, in denen sie schwere Anschuldigungen gegen die Königin erhob. Entgegen ihren Aussagen im Prozess stellte sie sich nun als enge Freundin der Königin dar, die ihr behilflich war, den Kardinal zu verderben. 1858 erschienen die Memoiren ihres Ehemannes Marc Antoine Nicolas de La Motte.
Die erste literarische Verarbeitung der Affäre lieferte 1791 Johann Wolfgang von Goethe in seinem Lustspiel Der Groß-Cophta. Alexandre Dumas der Ältere schrieb 1848 den Roman Das Halsband der Königin. Der Roman Kardinal und Königin, Die Halsbandaffaire der Marie Antoinette von Liesbet Dill aus dem Jahr 1942 stützt sich auf die Memoiren der Gräfin de La Motte, wie auch Stefan Zweig sich seiner Biografie von 1932 Marie Antoinette. Bildnis eines mittleren Charakters ausführlich mit der Affäre auseinandersetzt.